# 世界消防員運動會
世界消防員運動會（World Firefighters Games）是一項綜合運動會，參加者為來自世界各地的全職、兼職和志願消防員、或其他應急部門機構。
這些運動會每兩年在不同的國家舉行，提供超過50種不同的運動和挑戰，包括射箭、七人制橄欖球、帆板、撲克、游泳、田徑和壘球等項目。